# Die 7. Stunde
Die 7. Stunde ist ein deutscher Fernsehfilm von Carlo Rola aus dem Jahr 2016 mit Jan Josef Liefers in der Rolle des Berliner Anwalts Joachim Vernau. Es ist der vierte Film der Joachim-Vernau-Reihe und basiert auf dem gleichnamigen Roman von Elisabeth Herrmann. Der Film wurde am 4. Januar 2016 im ZDF als Fernsehfilm der Woche erstmals ausgestrahlt.

## Handlung
Anwalt Joachim Vernau wird von Katharina Oettinger gebeten, für die Jura-AG an einer Berliner Privatschule als Dozent einzuspringen. Vernau sagt zu, doch tauchen schon am ersten Tag mysteriöse Drohungen gegenüber den Schülern seiner Klasse auf. Das beunruhigt ihn, denn die Schulgebäude gehörten einst zu einer Nervenheilanstalt und seit sich im letzten Jahr eine Schülerin aus dem Fenster in den Tod gestürzt hatte, scheint ihr Geist als eine Art Fluch über die Schule zu schweben. Schülerin Maximiliane, die aus der AG ausscheiden will, bricht plötzlich zusammen und stirbt an einer Vergiftung. Vernau erhält noch am gleichen Tag eine Nachricht, sich am Abend in der Kreuzkirche einzufinden. Hier wird er Zeuge einer Schwarzen Messe der „Nosferatu von Berlin“. Er erfährt so, dass „seine“ Schüler auch mal an den Messen teilgenommen hätten, es ihnen aber nicht genug war und sie „über die Grenze gehen“ wollten. Vernau forscht nach und findet in den alten Gemäuern der Schule die antike Krankenakte einer geistesgestörten Massenmörderin. Deren Wahnvorstellungen sind in der Akte aufgeführt und wurden offensichtlich zur Grundlage eines grotesken Rollenspiels der Klasse. In der Folge hatte sich Clarissa aus dem Fenster gestürzt und meldet sich nun als „Rächerin“. Vernau forscht nach, weil er der Wahrheit auf den Grund gehen will. So stellt sich heraus, dass Clarissas Klassenkameraden auch mit Drogen experimentiert hatten, was am Ende zu dem Selbstmord führte. Nun, ein Jahr nach ihrem Tode, sollte die gesamte Klasse dafür büßen. Die Jugendlichen beschuldigen sich gegenseitig und im Streit kommt ein weiterer Schüler ums Leben. Vernau verdächtigt dagegen Clarissas Bruder Eyk, der vor Längerem von der Schule verwiesen wurde. Rektorin Oettinger hält das für Unsinn, doch muss am eigenen Leib erfahren, wie Recht Vernau hat, als Eyk Scharnow plötzlich bewaffnet auftaucht und sie erschießt. Als Nächstes schießt er auf einen seiner ehemaligen Mitschüler. Vernau kann den Eyk in ein Gespräch verwickeln, sodass der Rest der Klasse sich in Sicherheit bringen kann. Als das SEK eintrifft, um den Amoklauf zu beenden, schießt sich Eyk in den Kopf.

## Nebenhandlung
Vernaus Mutter und ihre Freundin Hütchen haben beschlossen, in eine Wohngemeinschaft zu ziehen. Erst nach vollzogenem Umzug informieren sie Vernau, der das ganze für einen Fehler hält.

## Hintergrund
Die 7. Stunde wurde vom 27. Januar bis zum 26. Februar 2015 in Berlin und Umgebung gedreht.

## Rezeption

### Einschaltquote
Die Erstausstrahlung von Die 7. Stunde wurde in Deutschland am 4. Januar 2016 von 5,08 Millionen Zuschauern gesehen und erreichte somit einen Marktanteil von 16,4 Prozent für das ZDF.

### Kritiken
Auf tittelbach.tv urteilte Rainer Tittelbach: „Anwalt Joachim Vernau geht in seinem vierten Fall unter die Dozenten. Doch der Elite-Kurs in einer Berliner Privatschule erweist sich bald als Todesfalle. Die Themen, die der Anwaltskrimi ‚Die 7. Klasse‘ anschneidet, kl[a]ngen (im ZDF-Pressetext) nicht uninteressant, im Film aber gehen sie völlig unter. Und so ist auch diese Verfilmung eines Romans von Elisabeth Herrmann, die selbst das Drehbuch schrieb, eine ziemlich unausgegorene Genre- und Tonlagen-Mixtur, die allein Jan Josef Liefers einigermaßen sehenswert zusammen[h]ält. Der Rest: eindimensionale Figuren, schwache Dramaturgie, teilweise erschreckend banale Dialoge. Was das ZDF als Premium-Fiction verkauft, ist in Wahrheit allenfalls Mittelmaß.“
Der Filmdienst schrieb: „Bemühter (Fernseh-)Mystery-Krimi nach einem Bestseller-Roman. Im Einsatz von Musik und Kamera noch einigermaßen stimmig, scheitert die Geschichte an einem albernen Dialogbuch und einer flachen Spannungsdramaturgie.“
Sydney Schering von quotenmeter.de wertete: „Rollenspiele[n] als okkult angehauchter Schwachfug für weltfremde und/oder gefährliche Halbstarke könnte genauso gut aus 80er-Schund wie Labyrinth der Monster stammen.“ „Dass die Figuren rund um den von Liefers mit routiniertem Esprit gespielten Protagonisten nahezu allesamt konturlos bleiben und durch lächerlich-unrealistisches Verhalten ihr Schicksal besiegeln, erschwert es zusätzlich, mit ‚Die 7. Stunde‘ mitzufiebern. Daran tragen auch die hölzernen Dialoge Mitschuld, die weder fernsehtauglich, noch lebensecht sind.“ Auch das Finale betitelte der Kritiker neben dem „holprigen Einstieg inklusive ausgelutschter Schüler-Lehrer-Doppeldeutigkeiten“ nur als „polternd.“
Bei der der FAZ meinte Oliver Jungen: „binnen Minuten macht der Film eine atemlose Wandlung durch vom „Club der toten Dichter“ über Fack ju Göhte zum B-Thriller mit schmierigem Okkultismus-Touch. Die Jura-AG hat es mit Rollenspielen, schwarzen Messen und trancehaften Kopulationen. Damit nicht genug, scheint ein Rachefeldzug für einen angeblichen Liebeskummer-Freitod im Kostüm der ‚schwarzen Königin‘ im Gange.“ „Es bleiben dümmliche Dialoge, aufdringlich falsche Spuren und windelweiches Pathos, das in der Quasigericht-Schlussszene seinen Höhepunkt erreicht.“
Für die Kritiker der Fernsehzeitschrift TV Spielfilm war der Film nur mittelmäßig (Daumen gerade). Sie urteilten: „Der routiniert inszenierte Krimi ist anständig gespielt, hat aber wie der Roman ein Glaubwürdigkeitsproblem: Derart weltfremde Eliteschüler aus der Berliner Oberschicht an einer Luxusschule sind nicht vorstellbar, und auch das (hier natürlich verschwiegene) Ende ist unplausibel.“